# Arzana
Arzana (en sardo, Arthana) es un municipio de Italia situado en la provincia de Nuoro, en Cerdeña. Tiene una población estimada, a fines de mayo de 2024, de 2210 habitantes.

## Evolución demográfica
| Gráfica de evolución demográfica de Arzana entre 1861 y 2024 |
|                                                              |
| Fuente: ISTAT - Elaboración gráfica de Wikipedia             |